# Château de Blumenstein
Pour les articles homonymes, voir Blumenstein (homonymie).
Le château de Blumenstein est une ruine médiévale de Vasgovie située à Schönau (Pfalz) en Allemagne à proximité de la frontière française. Altitude 361 m.

## Historique
Érigé vers 1260. Les premières mentions datent de 1332 où le château est associé au chevalier Anselm von Batzendorf zu Blumenstein.
En 1347, après une faide, Henri de Fleckenstein se l'approprie et lègue un quart du château à son suzerain le comte Walram des Deux-Ponts.
En 1356 la part des Fleckenstein revient à Johann von Dahn. Après la mort du dernier héritier en 1701 sa partie est partagée en deux entre le Duché Palatinat-Deux-Ponts et le Hochstift de Spire.
En 1570 les Hanau-Lichtenberg héritent du quart des Deux-Ponts-Bitche. En 1736 il revient aux Hesse-Darmstadt.
Lors de la guerre des Paysans le château est détruit en 1525. Il sera partiellement reconstruit comme refuge à la population au XVIIe siècle. Puis il tombe définitivement en ruine.

## Description
Il reste les vestiges du mur bouclier datant des Hohenstaufen, des salles taillées dans le grès et une citerne.
On peut voir également les traces d'en emplacement de monte-charge.